# Kloster Kolbatz
Das Kloster Kolbatz (früher Colbaz oder Colbatz, lateinisch Mera Vallis) war eine Zisterzienserabtei in Pommern. Die Klosteranlage, die ein bedeutendes Kultur- und Kolonisationszentrum Pommerns war, liegt heute in der polnischen Woiwodschaft Westpommern.

## Geographische Lage
Die ehemalige Klosteranlage befindet sich in Hinterpommern im Dorf Kołbacz (Kolbatz), 22 km südöstlich von Stettin, an der Plöne (poln. Płonia), zwei Kilometer östlich des Forstes Buchheide (poln. Wzgórza Bukowe) und drei Kilometer westlich des Madüsees (poln. Jezioro Miedwie).

## Geschichte

Kolbatz südsüdöstlich des Stettiner Haffs, westlich des Madüsees (Madui Lacus) und westlich der Plöne auf der Lubinschen Karte von 1618 (Ausschnitt), auf der auch etliche ehemalige Eigentumsdörfer des Klosters Kolbatz in der Umgebung eingezeichnet sind

Das Kloster Kolbatz wurde 1173 durch den Kastellan Wartislaw II. von Stettin gestiftet und 1174 von dem dänischen Kloster Esrom (Esrum) aus der Filiation der Primarabtei Clairvaux besiedelt. Herzog Bogislaw I. bestätigte dem Kloster alle durch Wartislaw II. verliehenen Privilegien und Besitzungen. Dem Kloster wurde das Recht erteilt, nach eigenem Ermessen in seinem Landbesitz Kolonisten anzusiedeln.
Kloster Kolbatz war ein wichtiges Zentrum für die Christianisierung und die wirtschaftliche Umgestaltung des Raumes östlich der Oder. Tochterklöster von Kolbatz waren Kloster Oliva, Kloster Marienwalde (Bierzwnik) und Kloster Himmelstädt (Mironice).
Die Mönche verlegten 1183 das Bett der Plöne, um eine günstige Zufahrt zum Dammschen See zu erhalten.
Die Ländereien des Klosters wurden durch Schenkungen und Ankäufe erweitert. In einer Urkunde von 1226 bestätigt Herzog Barnim I. dem Kloster den Besitz der Dörfer Belkow (früher Nytzenaw genannt), Colow, Tribus, Reckow, Jeseritz, Selow, Prilup und Broda (später der Pass Berkenbrode, Ortsteil von Groß Schönfeld). 1236 werden folgende 28 größere und kleinere Güter als Eigentum des Klosters Kolbatz aufgezählt: 1. Kolbatz, 2. Damm, 3. Tribus, 4. Smirdinza (Feldmarken von Buchholz und Mühlenbek), 5. Reptow, 6. Reckow, 7. Belkow, 8. Seelow, 9. Crogh, 10. Hof-Damm, 11. Bruchowe, 12. Siznowa, 13. Neumark, 14. Sinzlow, 15. Glien, 16. Woltin, 17. Babin, 18. Falkenburg, 19. Witstock, 20. Clebow, 21. Groß-Schönfeld, 22. Prilup, 23. Strebelow, 24. Triben, 25. Dobberpul, 26. Sabes, 27. Brode, 28. Quetzin. Im Jahr 1323 besaß das Kloster bereits 64 Dörfer.
Eine Aufzählung der Dörfer, die das Kloster 1345 in Besitz hatte und die einer Urkunde Kaiser Karls IV. entnommen ist, hat Restorff angegeben.
Konflikte um Landbesitz gab es mit den Johannitern in der zweiten Hälfte des 13. Jahrhunderts. In der ersten Hälfte des 14. Jahrhunderts kam es zum Streit mit Stargard um die Gollnower Heide.
Im Jahr 1535 wurde das Kloster aufgehoben und in ein herzogliches Amt umgewandelt. Der 43ste und letzte Abt des Klosters war Bartholomäus Schobbe (oder Schuppe), der im Jahr 1534 gewählt worden war und später zur Lehre Martin Luthers konvertierte und eine Familie gründete. Bei der Aufhebung des Klosters erhielt er als Abfindung auf seine wie auch auf seiner Frau Lebenszeit das Dorf Kolow. Seine Grabstätte befindet sich in der Kirche von Kolow.
Eine auf dem Urbarium von Kolbaz von 1700 beruhende Liste mit statistischen Richtwerten der in jedem Dorf des Amtes Kolbatz vorhandenen bewohnten und wüsten Höfe hat Berghaus angegeben.
1811 wurde die zugehörige Domäne Kolbatz an den Amtsrat Gaede verkauft, der sie später an den Swinemünder Kaufmann und Reeder Friedrich Wilhelm Krause weitergab.

## Bauten und Anlage
Von der Klosteranlage sind noch die Kirche und ein Nebengebäude erhalten. Der Grundriss der Kirche entspricht etwa dem Typ Fontenay, nicht aber die Gewölbe.
Mit dem Bau der heutigen Kolbatzer Kirche wurde um 1210 im Stil der Backsteinromanik begonnen, Aus der Zeit stammen noch das Querhaus und die an dessen südlichem Arm anschließenden Kapellen sowie die beiden östlichsten Joche des Langhauses. Genau genommen liegt auch ier schon ein Übergangsstil vor, denn wenigsten drei der vier Vierungsbögen sind spitz, ebenso die Schildbögen der Bandrippengewölbe des Querhauses.
Die übrigen Teile gehören der Backsteingotik an, mit frühgotischem Langhaus und hochgotischem Chor. Um 1308 war sie als dreischiffige kreuzförmige Backsteinbasilika vollendet. Auffällig ist der Unterschied zwischen Nord- und Südseite der Obergaden des Langhauses; die Nordseite mit schmalen nur leicht spitzbogigen Fenstern und flankierenden gleich hohen Blenden ähnelt den um die Mitte des 13. Jahrhunderts errichteten westlichen Teilen der Lehniner Zisterzienserkirche. Auf der Südseite gibt es keine begleitenden Blenden, sind die Fensterlaibungen wesentlich stärker gestuft und die Fenster mit einer frühen Form von Maßwerk gegliedert, wenig fortgeschrittener als am Chor des Bremer Doms (wohl zwischen 1224 und 1258).
Der hochgotische Neubau des polygonalen Chorhaupts wurde 1347 geweiht. Die Sterngewölbe über der Vierung datieren um 1500. Die Westfassade mit großer Maßwerk-Fensterrose wurde um 1265/70 errichtet. Auch als Basilika hatte die Kirche keine Strebebögen, das war bei gotischen Zisterzienserkirchen weit verbreitet, siehe Doberaner Münster, Oliwa und Ebrach. Im 18. Jahrhundert wurden die Kapellen des Nordquerhauses und beide Langhausseitenschiffe abgebrochen. Erste Restaurierungsarbeiten fanden 1851/1852 statt. Dabei erhielt der Chor seine heutigen Kreuzrippengewölbe. Ungenutzte Dienste im 5/8-Polygon deuten auf ein komplexes Sterngewölbe als Vorgänger.
Die Klausur befindet sich rechts von der Kirche. Von den Klostergebäuden ist der Westflügel teilweise erhalten und modern ausgebaut. Erhalten ist auch eine gotische Scheune.